# 尋找棲所
《尋找棲所》（日语：やどさがし）為吉卜力工作室於2006年在吉卜力美術館館內播放的動畫短片。

## 劇情簡介
一位名叫「蕗」的少女為了遠離充滿吵雜噪音的都市生活，便整理起了大包的行囊，往外出發探索尋找新的居住地。而在她探險的過程中，遇到了不少有趣的狀況及事物。

## 作品概要
製作契機為導演宮崎駿想做出能表現出日語中擬聲、狀聲詞字詞的作品。而《尋找棲所》在每當有出現音效的段落中，都會在畫面上秀出該音效的狀聲詞，如同漫畫中在畫格裡出現音效字彙的模樣。
片中配音邀請了電視主持人塔摩利及歌手矢野顯子擔任，全篇穿插的音效及音樂由該倆人來模擬演出，宮崎駿並在開頭出現的汽車聲音中客串配音。

## 製作群
- 原作、劇本、導演：宮崎駿
- 演出動畫師：近藤勝也
- 製作人：鈴木敏夫
- 美術導演：平原
- 原畫：米林宏昌、稻村武志、山森英司、小野田和由、鈴木麻紀子、松尾真理子、田村篤、橫田匡史、山田伸一郎、芳尾英明
- 色彩設計：保田道世
- 攝影監督：奧井敦
- 整音：住谷真
- 錄音助手：高野慎二
- 配音人員：塔摩利、矢野顯子

## 外部連結
- 吉卜力美術館的《尋找棲所》介紹，存於網際網路檔案館（日語）